# Il était une fois nos ancêtres
Il était une fois nos ancêtres (sous-titré Une histoire de l'évolution, en anglais The Ancestor's Tale. A Pilgrimage to the Dawn of Life) est un livre de vulgarisation scientifique publié en 2004 par Richard Dawkins, avec l'aide de son assistant de recherche Yan Wong. 
Il permet de parcourir le chemin emprunté par l'humanité au travers de l'histoire de l'évolution, et la mise en évidence de la continuité génétique de l'ensemble du vivant. 

## Synopsis
La narration est structurée comme un pèlerinage, avec l'ensemble des êtres vivants existants, remontant le chemin de l'évolution vers les origines de la vie. Les humains rencontrent leurs cousins de plus en plus éloignés à des points de rendez-vous sur le chemin, points auxquels les routes avaient divergé. A chacun de ces points de rencontre, Richard Dawkins décrit avec des preuves fossiles ou moléculaires, la forme probable du plus récent ancêtre commun, et quelques exemples des représentants modernes de ces cousins. Il profite de ces exemples pour illustrer les grands concepts de l'évolution.
Les points de rencontre de ce pèlerinage sont au nombre de 40, depuis le rendez vous zéro correspondant à l'ancêtre de l'humanité, jusqu'au dernier ancêtre commun universel. Bien que Dawkins soit confiant dans l'essentiel de la classification phylogénétique qu'il énonce, il reste quelques incertitudes sur l'ordre relatif de quelques-uns des rendez vous.  
Le livre est dédié à un ami de Dawkins, le généticien John Maynard Smith, qui mourut peu de temps avant que le livre ne soit imprimé.